# Coppa delle Alpi (hockey su ghiaccio)
La Coppa delle Alpi è stato un trofeo di hockey su ghiaccio al quale prendevano parte squadre di club austriache, svizzere, slovene ed italiane.

## Albo d'oro
- 1960/1961 SG Cortina
- 1962/1963 HC Bolzano
- 1969/1970 SG Cortina